# Hassan Rohani

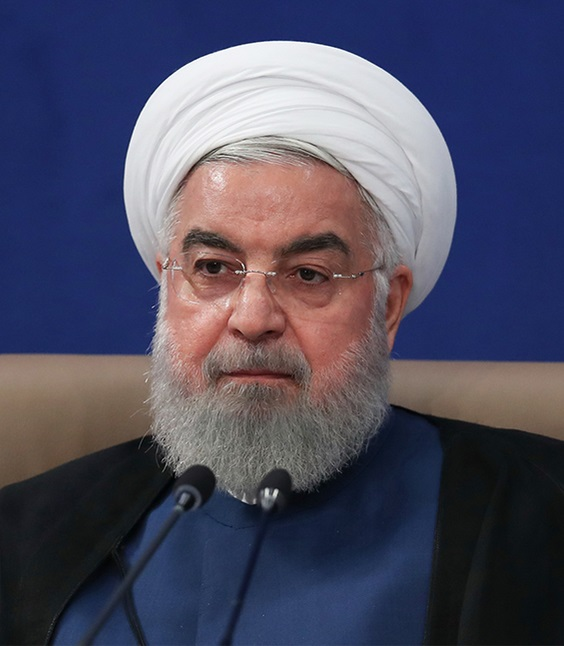
Hassan Rohani, 2020

Hassan Rohani (auch Rouhani oder Rowhani; persisch حسن روحانی, DMG Ḥasan-e Rūḥānī, Ausspracheⓘ; Geburtsvorname persisch حسن فریدون, DMG Ḥasan Ferīdūn; * 12. November 1948 in Sorkheh, Provinz Semnan) ist ein iranischer Politiker und ein schiitischer Mudschtahid (Rechtsgelehrter) mit dem religiösen Titel Hodschatoleslam. Er war von 2013 bis 2021 Staatspräsident der Islamischen Republik Iran.

## Leben
Hassan Feridon stammt aus einer islamisch-religiösen Familie. Sein Vater, ein Händler, war in der Opposition gegen die Regierung des Schahs Mohammad Reza Pahlavi aktiv.
Im Alter von zwölf Jahren begann er 1960 seine Ausbildung in der traditionellen islamischen Schule (Hawza), zunächst in Semnan, ab 1961 dann in Ghom. Nach sechs Jahren Studium erhielt er die Zulassung als schiitischer Rechtsgelehrter (Idschtihād). 1969 wurde er in der Teheraner Universität aufgenommen und schloss 1972 sein Studium der Rechtswissenschaften ab.
Seit 1992 ist er Leiter des Zentrums für strategische Forschungen (CSR) in Iran. In den 1990er-Jahren setzte er sein Studium der Rechtswissenschaft an der Glasgow Caledonian University fort, er schloss 1995 mit einem Master-Grad ab. Das Doktorats-Studium (PhD), ebenfalls in Glasgow, konnte er 1999 abschließen.

## Politische Karriere

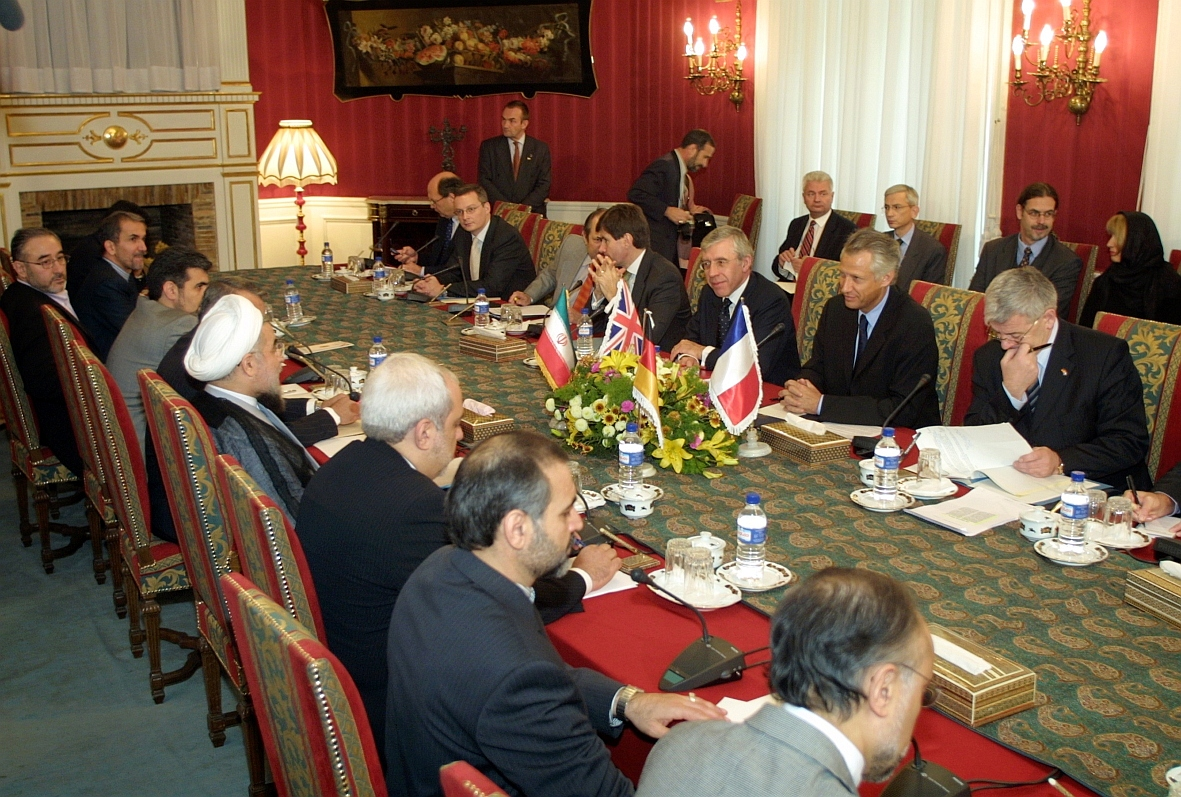
Iran–EU-3-Verhandlungen am 21. Oktober 2003

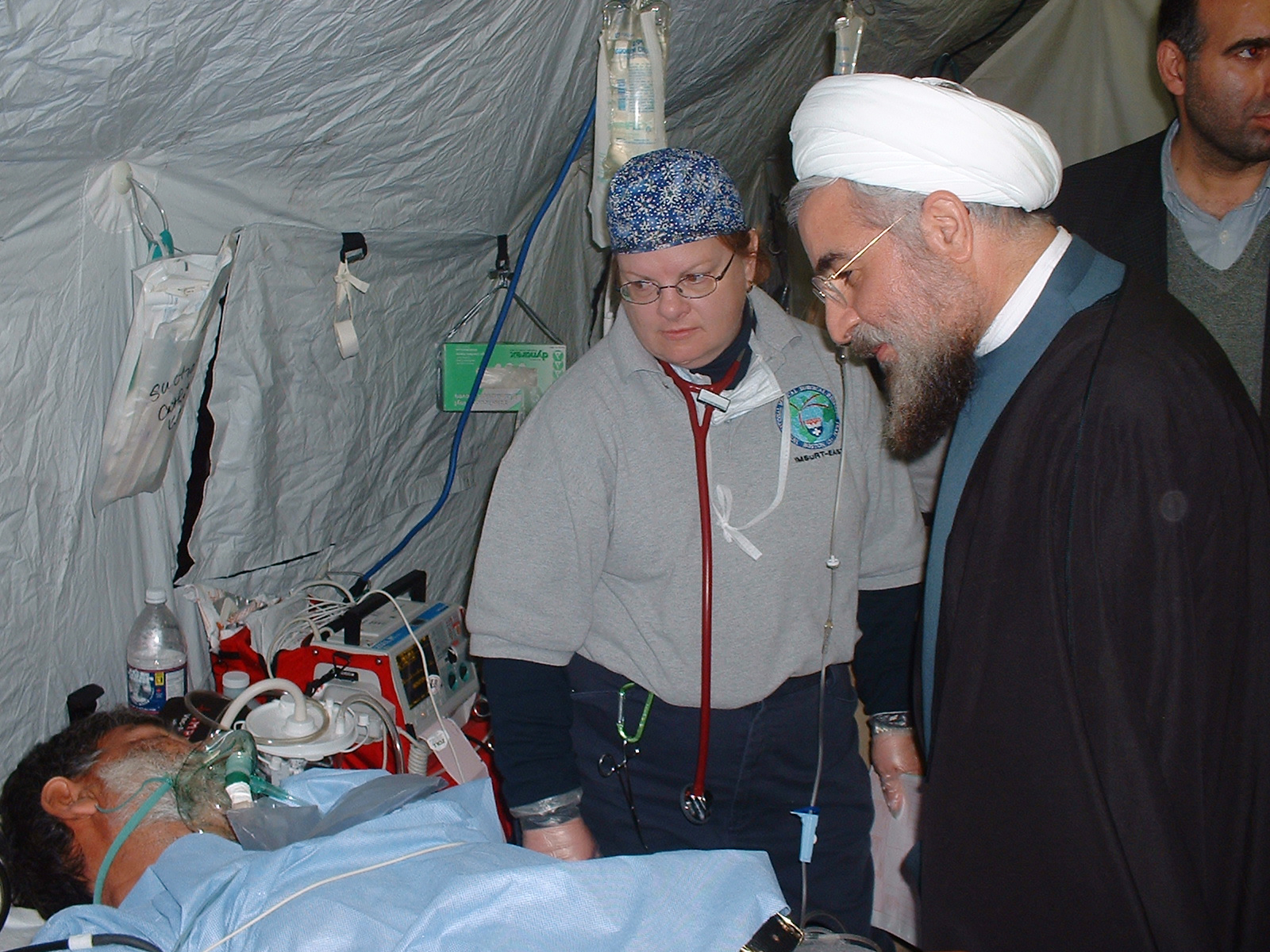
Hassan Rohani in einem US-Feldlazarett nach dem Erdbeben in Bam (2004)

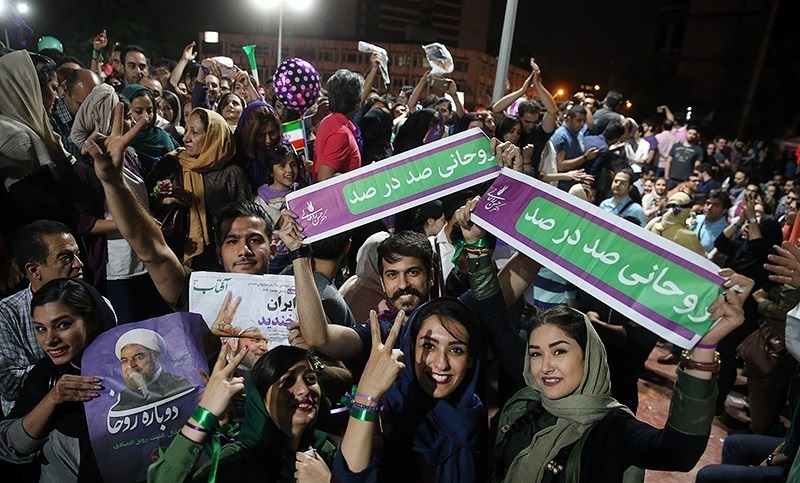
Präsidentschaftswahl 2017

Rohani folgte 1978 Ruhollah Chomeini in dessen französisches Exil nach Neauphle-le-Château. Nach der Islamischen Revolution 1979 kehrte er nach Iran zurück und wurde Mitglied der Islamisch-Republikanischen Partei (IRP). Ab 1980 war er Abgeordneter des iranischen Parlaments (Madschles). Nach der Auflösung der IRP 1987 wurde er Mitglied von Ali Chamene’is Partei Vereinigung der kämpfenden Geistlichkeit. Er setzte diese Mitgliedschaft jedoch im Jahr 2009 aus. Bereits 10 Jahre zuvor, 1999, war er der Moderations- und Entwicklungspartei beigetreten.
Im Ersten Golfkrieg (1980–1988) stieg Rohani zu hohen militärischen Positionen auf. So gehörte er von 1983 bis 1988 dem Obersten Verteidigungsrat an, war von 1985 bis 1991 Kommandant der nationalen Luftverteidigung und von 1988 bis 1989 Adjutant des stellvertretenden Oberkommandierenden der Streitkräfte.
Während der Präsidentschaft Ali Akbar Haschemi Rafsandschanis wurde er 1989 Sekretär des Nationalen Sicherheitsrats, eine Position, die er bis 2005 innehatte. Seit 1991 ist er Mitglied des Schlichtungsrats. Rohani war stellvertretender Präsident in der 4. und 5. Legislaturperiode des Madschles (1992–2000). In dieser Funktion leitete er die iranische Delegation bei den deutsch-iranischen Parlamentarierkonsultationen im April 1993 in Bonn. 1998 wurde er in den Expertenrat gewählt, ebenso bei der Wahl 2006, bei der er im Bezirk Teheran den 7. Platz erreichte.

### Chefunterhändler im Atomstreit
Im Jahr 2003 wurde Rohani unter Präsident Mohammad Chatami zum Chefunterhändler der Gespräche zwischen der EU-3 (Großbritannien, Frankreich, Deutschland) und Iran bezüglich dessen Atomprogramm ernannt. Unter seiner Verhandlungsleitung konnte ein Stopp der Uran-Anreicherung erzielt werden, zugleich verhinderte Iran damit erfolgreich das Einschalten des UN-Sicherheitsrates und baute seine Atomanlagen weiter aus. In einer Rede am 30. September 2005 stellte Rohani seine Arbeit als Chefunterhändler deshalb als großen Erfolg dar:

„Während wir mit den Europäern in Teheran verhandelten, bauten wir in der Einrichtung in Isfahan neue Anlagen auf. Durch die ruhige Atmosphäre, die wir geschaffen haben, konnten wir die Arbeit in Isfahan beenden.“

Auch im Jahr 2011, nachdem Rohani am 18. August 2005 von seinem Posten zurückgetreten war und vom neuen Präsidenten Mahmud Ahmadinedschad durch Ali Laridschani ersetzt wurde, verteidigte Rohani in seinen Memoiren seine Zugeständnisse in den Atomverhandlungen als taktisch geboten:

“To those who have questions in their minds about the reasons for accepting the temporary, voluntary suspension of some of the nuclear activities in this period […] the accomplishments included the completion of the Isfahan uranium conversion facility; the assembly and construction of centrifuges; the Arak heavy-water reactor; continued activity for building a 40-megawatt reactor; the completion of the Natanz underground facility; the production of yellowcake; and the building of the P2 centrifuge.”

„Zu denjenigen, die noch Fragen über die Gründe des Akzeptierens der temporären, freiwilligen Aufschiebung mancher der nuklearen Aktivitäten in dieser Periode haben […] die Errungenschaften beinhalteten die Vervollständigung der Urankonversionsanlage Isfahan; die Aufstellung und Konstruktion von Zentrifugen; den Schwerwasserreaktor Arak; weitergeführte Aktivität beim Bau eines 40-Megawatt-Reaktors; die Vervollständigung der Untergrundanlage Natans; die Produktion von Yellowcake; und den Bau der P2-Zentrifuge.“

### Präsidentschaftswahl 2013
Am 11. April 2013 gab Hassan Rohani, der für iranische Verhältnisse als moderat gilt und politisch dem ehemaligen Präsidenten Rafsandschani nahesteht, seine Kandidatur für die Präsidentschaftswahl im Juni 2013 bekannt. Er betonte, er wolle eine Bürgerrechts-Charta einführen, die Wirtschaft wiederaufbauen und die Zusammenarbeit mit der Weltgemeinschaft verbessern. Rohani wurden bereits im Vorfeld wegen seiner gemäßigten Ansichten und seiner engen Verbindungen zu Irans führenden Geistlichen gute Chancen bei den Präsidentschaftswahlen im Juni 2013 ausgerechnet. Im Sinne einer konstruktiven Interaktion mit der Weltgemeinschaft bevorzuge er Verhandlungen als den besten Ausweg aus dem Streit um das iranische Atomprogramm. Sein Ziel sei, die Aufhebung der Sanktionen zu erreichen, die zu einer verheerenden Wirtschaftskrise führten. Im Wahlkampf verteidigte Rohani vehement sein Vorgehen als Chefunterhändler und beharrte in einem TV-Interview darauf, dass es auch unter seiner Verhandlungsführung nie einen Stopp des Atomprogramms gegeben habe, der Ausbau des iranischen Atomprogrammes vielmehr erfolgreich vorangetrieben wurde.
„Besonnenheit und Hoffnung“ sei das Motto der Regierung, die er bilden wolle. Sein Buch über den Atomkonflikt zählt, so Bahman Nirumand, „zu den besten Quellen, in denen der Konflikt und seine politischen und wirtschaftlichen Hintergründe detailliert beschrieben werden.“
Nach den vorläufigen Angaben des Innenministeriums gewann Rohani mit 18.613.329 Stimmen und einer Quote von 50,71 Prozent bereits in der ersten Runde die Wahl. Damit wurde er neuer iranischer Präsident und Nachfolger von Mahmud Ahmadinedschad.

## Innenpolitik
Im August 2013 nominierte Rohani den konservativen Kleriker Mostafa Pour-Mohammadi als Justizminister. Er wurde laut der der Revolutionsgarde nahestehenden Nachrichtenagentur Farsnews am 15. August 2013 mit 201 Ja-Stimmen und 64 Nein-Stimmen, bei 19 Enthaltungen vom iranischen Parlament gewählt.

### Menschenrechtssituation
Kurz vor einem Besuch Rohanis bei der UN-Vollversammlung in New York am 25. September 2013 kündigten sowohl Rohani als auch der oberste religiöse und politische Führer Ali Chamene’i an, dass sich die Iranische Revolutionsgarde künftig aus der Politik fernhalten solle. Die Garde pflegt enge Verbindungen zu Rohanis Vorgänger Ahmadinedschad und hatte während dessen Präsidentschaft einen entsprechenden Einfluss auf seine Politik.
Zudem wurden um den 18. September 2013 rund ein Dutzend politische Gefangene vorzeitig aus der Haft entlassen. Darunter waren mit Nasrin Sotudeh eine international bekannte Menschenrechtsaktivistin sowie mit dem ehemaligen Vizeaußenminister Mohsen Aminsadeh und einigen anderen Personen, die im Zusammenhang mit den Protesten gegen die iranische Präsidentschaftswahl 2009 festgenommen worden waren. Einige Beobachter werteten dies als ersten Ansatz Rohanis, sein Wahlversprechen umzusetzen, in Iran künftig mehr politische Freiheiten zuzulassen, gleichzeitig aber auch als Signal für eine künftige Entspannung des Verhältnisses Irans zum westlichen Ausland. Andere, wie Human Rights Watch, begrüßten die Freilassungen, forderten aber, dass Iran erst beweisen müsse, dass dies mehr als eine symbolische Geste sei, indem beispielsweise unverzüglich weitere konkrete Schritte unternommen würden, um die bedingungslose Freilassung von hunderten anderen politischen Gefangenen zu veranlassen. Auch müsse das Regime dafür sorgen, dass die Freigelassenen nicht erneut Ziel der Sicherheitskräfte und der Justiz würden.
Auch die iranische Friedensnobelpreisträgerin Shirin Ebadi kritisierte die Menschenrechtsbilanz von Präsident Hassan Rohani scharf und warf der Regierung vor, über die Freilassung von politischen Gefangenen zu lügen. Keine ihrer Erwartungen sei erfüllt. Laut Ebadi habe Rohani vielleicht „den Ruf eines moderaten Reformers“, sende bisher aber in Bezug auf Menschenrechte die „falschen Signale“. Ebadi und Amnesty International weisen dabei auch auf einen deutlichen Anstieg der Hinrichtungen seit Rohanis Amtsantritt hin. Nach einem UN-Bericht vom 23. Oktober 2014 wurden im ersten Jahr der Amtszeit Rohanis zwischen Juli 2013 und Juni 2014 nachweislich insgesamt 852 Menschen hingerichtet, was einen deutlichen Anstieg der Exekutionen bedeutet.

### Meinungsfreiheit
Beobachtern zufolge verschlechterte sich die Meinungs- und Pressefreiheit seit Rohanis Amtsantritt mit einer „regelrechten Jagd auf Blogger und Internet-Aktivisten“. Das Pharrell-Williams-Lied Happy führte nach einer Aufnahme im Mai 2014 in Teheran zu der Verhaftung von sieben Personen. Rohani setzte sich mit den Worten „Glück ist ein Recht unseres Volkes“ für deren Freilassung ein.

## Außenpolitik

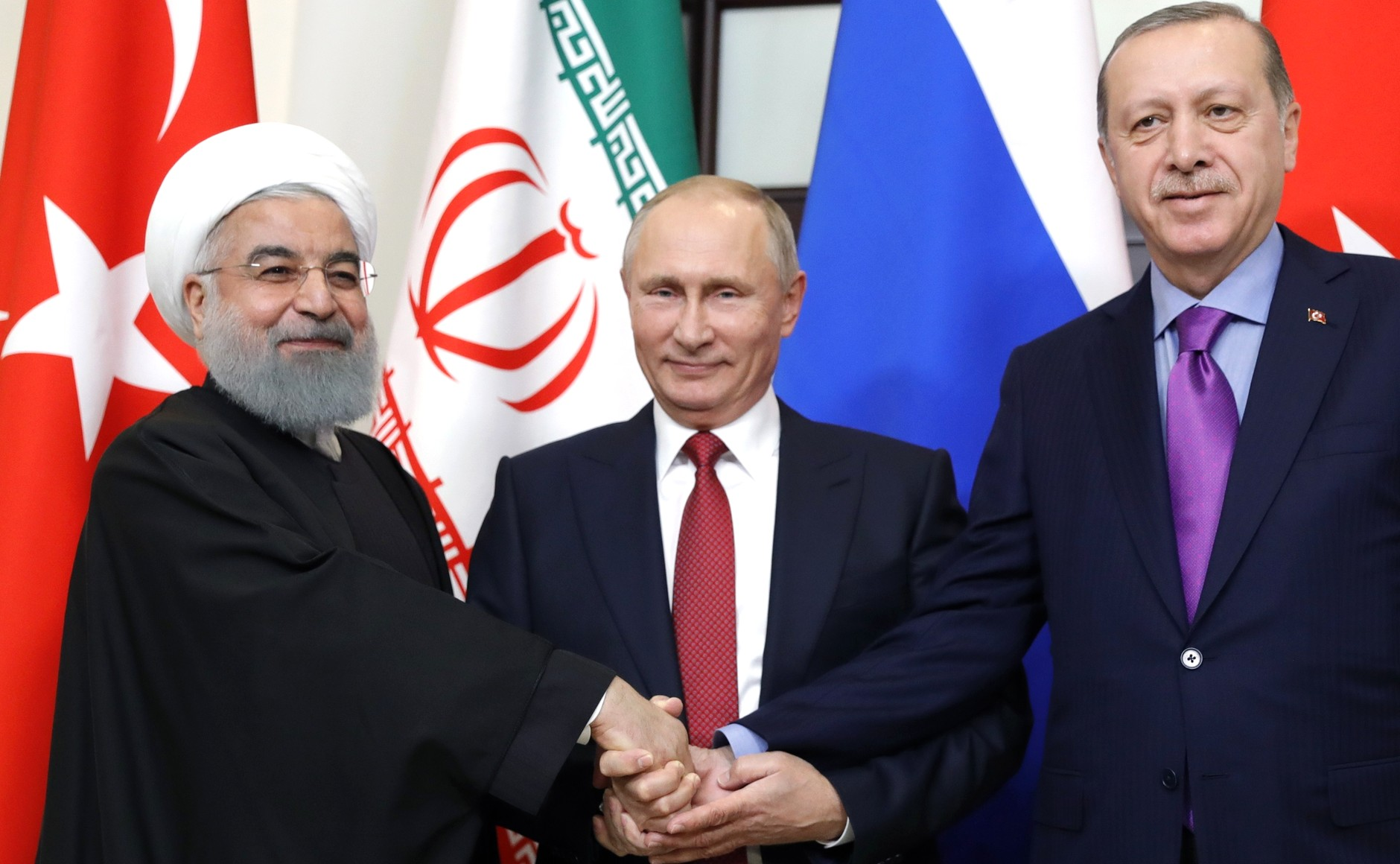
Rohani, Wladimir Putin und Recep Tayyip Erdoğan in Sotschi, November 2017

### Israel
In einer Reaktion auf Rohanis Wahlsieg im Juni 2013 wurde von Israels Regierungschef Benjamin Netanjahu hinsichtlich des iranischen Atomprogramms davor gewarnt, Rohanis Wahl überzubewerten, da diesbezüglich „in Iran einzig Revolutionsführer Ali Chamenei [entscheide]“. Als im August 2013 von iranischen Nachrichtenagenturen verbreitet wurde, Rohani habe anlässlich des al-Quds-Tages gesagt, das „zionistische Regime“ sei „seit Jahren eine Wunde im Leib der muslimischen Welt“ und müsse „entfernt“ werden, äußerte Netanjahu, dass Rohani damit sein „wahres Gesicht früher als erwartet“ zeige. Später korrigierten iranische Medien ihre Meldung. Rohani habe gesagt: „In unserer Region existiert seit Jahren eine Wunde im Körper der islamischen Welt im Schatten der Besatzung des heiligen Landes Palästina und unseres geliebten Al-[Q]uds.“ Alle Muslime sollten, so Rohani weiter, den al-Quds-Tag nutzen, um an diese Wunde zu erinnern und „gegen die Verbrechen des zionistischen Regimes“ zu protestieren.
Im September 2013 gratulierte Rohani über seinen englischsprachigen (nicht aber über seinen persischsprachigen) Twitter-Account allen Juden zum jüdischen Neujahrsfest mit den Worten:

„Während die Sonne hier in Teheran untergeht, wünsche ich allen Juden, besonders den iranischen Juden, ein gesegnetes Rosch ha-Schana.“

Dies gilt als ein in der Geschichte der islamischen Republik einmaliger Vorgang.
2014 nutzte Rohani den al-Quds-Tag für anti-israelische Rhetorik und erklärte, es könne für die Palästinenser keinen diplomatischen Ausweg, sondern nur den des Widerstands geben:

„Was die Zionisten in Gaza machen, ist ein unmenschlicher Völkermord, daher muss die islamische Welt heute einheitlich ihren Hass und Widerstand gegen Israel erklären.“

Bei einem Podiumsgespräch auf dem 44. Jahrestreffen des Weltwirtschaftsforums verneinte Rohani jedoch Nachfragen des WEF-Gründers Klaus Schwab, ob er auch freundschaftliche Beziehungen zu Israel anstrebe, das von der Islamischen Republik Iran bisher nicht anerkannt wurde:

„Mit einigen Ländern haben wir Feindseligkeiten, Differenzen auszutragen. Wir wollen gesunde Beziehungen zu allen Ländern […], die wir offiziell anerkannt haben.“

### Atomstreit
In seiner ersten Pressekonferenz erklärte Rohani, die am 1. Dezember 2009 vonseiten Irans abgebrochenen Atomverhandlungen mit dem Ziel der Aufhebung der Sanktionen wieder aufnehmen zu wollen. Der Westen müsse einsehen, so Rohani, dass Ergebnisse nur durch Gespräche und nicht durch Drohungen erreicht werden könnten. Ferner gab er bekannt, dass die kommenden Verhandlungen in Zukunft direkt vom iranischen Außenministerium geführt werden und Said Dschalili (bis dahin Chefunterhändler und als Hardliner bekannt) abgesetzt werde, was in weiten Teilen der westlichen Presse positiv aufgenommen wurde.
Zum iranischen Atomprogramm bemerkte Rohani in einem Interview vom 19. September 2013:

„Wir haben eine Atombombe niemals angestrebt oder begehrt, und werden das nicht tun. […] Wir wollen einfach nur eine friedliche nukleare Technologie.“

Bereits zuvor hatte ein Briefwechsel zwischen Rohani und dem US-amerikanischen Präsidenten Barack Obama eingesetzt, der beiderseitigem Vernehmen nach dazu führte, dass die Aufnahme direkter Gespräche zwischen beiden Staaten eingeleitet wurde. In einem Antwortschreiben an Bundespräsident Joachim Gauck, der dem neuen iranischen Präsidenten zum Wahlsieg gratuliert hatte, bezeichnete Rohani Deutschland als wichtigsten EU-Partner für Iran und betonte, die „stets guten politischen und wirtschaftlichen Beziehungen“ zur Bundesrepublik fortsetzen zu wollen.

### Bürgerkrieg in Syrien
Sein Angebot zur Vermittlung im syrischen Bürgerkrieg, in dem Iran auf Seiten Baschar al-Assads involviert war, sorgte Mitte September 2013 für internationale Aufmerksamkeit. Kritische Stimmen bemerkten, Rohani tue so, „als sei er ein neutraler Beobachter“, obwohl Iran längst Kriegspartei sei.

## Werke
- Memoiren von Hodschatoleslam val Moslemin Dr. Hassan Rouhani. Die islamische Revolution (1341–1357). Markaz-i Asnād-i Inqilāb-i Islāmī, Teheran 2009, ISBN 978-964-419-036-0 (Originaltitel: Chāṭirāt-i Ḥudschat al-Islām va al-Muslimīn Duktur Ḥasan Rūḥānī. Inqilāb-i Islāmī.).